# Кучинський Йосип Антонович
Кучинський Йосип Антонович (пол. Józef Kuczyński (Юзеф Кучинський), нар. 15 лютого 1904, с. Бучки Волинської губернії (пізніше Житомирська область) — † 13 березня 1982, м. Бар, Вінницької області) — католицький священник, священник Луцької дієцезії, педагог, розвідник та релігійний діяч, доктор католицької соціології.

## Життєпис
У 1924 році Юзеф закінчив педагогічне училище. Потім незаконно перейшов радянсько-польський кордон. Закінчив духовну семінарію в Луцьку. У 1930 році був висвячений на священника. Працював учителем у середніх школах Луцька. Він організував скаутський рух серед молоді. Потім поїхав до Франції де закінчив Католицький інститут у Парижі, отримавши докторський ступінь з католицької соціології. Після повернення до Польщі він служив в єпархіальному відділенні "Католицька Акція". Наприкінці 30-х років був капеланом Волинського відділу Союзу польського харцерства. Кучинський також був секретарем Католицького союзу молоді. Співавтор разом із священником Валеріаном Гловачем «Католицького катехизису для дітей» (Луцьк 1939).
У вересні 1939 року, після нападу німецьких військ на Польщу, був парафіяльним священником у селі Шумбар під Кременцем. У 1942 році організував польську самооборону в селі Дедеркали під час місцевих українських погромів, за що після війни був нагороджений  польським Хрестом доблесті. Після того, як ці райони були захоплені Червоною Армією у другій половині 1944 року Кучинський став священнослужителем у Красилові. Крім того, він здійснював душпасторську роботу серед католицького населення Харкова, Києва та Дніпропетровська.
8 січня 1945 року Кучинський був заарештований НКВС. 6 травня 1946 року був засуджений до 10 років трудових таборів та ув'язнений у табір на Північний Урал. У січні 1947 року його перевели до табору у Воркуту. 16 жовтня 1954 року звільнений без права виїзду. У 1956 році його направили до міста Тайинша у Казахстан, де він активно підтримував місцевих католицьких вигнанців. У грудні 1958 року його знову заарештували, після чого засудили до 10 років трудових таборів. Відправлений в Ангарлаг Іркутської області.  9  січня 1965 року був звільнений. Кучинський поїхав в Україну і проживав у місті Барі, Вінницької області. З 1966 року керував душпастирством у Кам'янецькій єпархії у селі Вербовець, Мурованокуриловецького району (парафії в селах Лучинець, Вербовець та Снітків). Кучинський написав спогади, опубліковані посмертно в 1985 році в Парижі. Помер в Барі 13 березня 1982 року.